# Cirfontaines-en-Azois

Cirfontaines-en-Azois este o comună în departamentul Haute-Marne din nord-estul Franței. În 2009 avea o populație de 202 de locuitori.

## Evoluția populației
| An        | 1975 | 1982 | 1990 | 1999 | 2006 | 2009 |
| --------- | ---- | ---- | ---- | ---- | ---- | ---- |
| Populație | 238  | 262  | 208  | 190  | 204  | 202  |